# Costelles
|  | Aquest article tracta sobre les costelles des d'un punt de vista gastronòmic. Si cerqueu costelles en l'anatomia, vegeu «costella». |

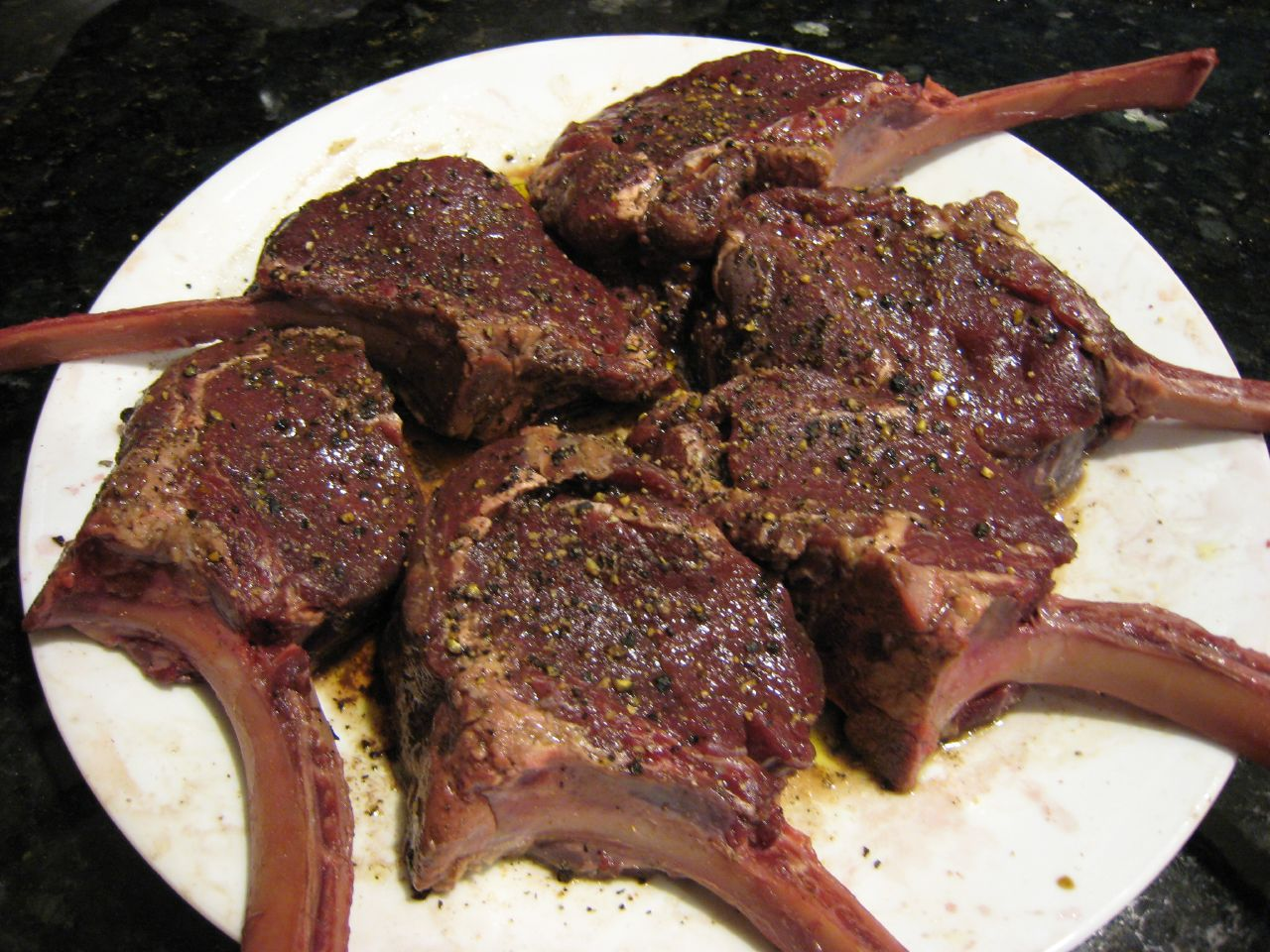
Costelles de uapití. (Costelles de cérvol o de senglar també es mengen.)

Les costelles de xai, costelles de cabrit, costelles de porc o costelles de vedella són les varietats més comunes de l'ús de les costelles en gastronomia. Se'n distingeixen dos tipus: costelles d'agulla i costelles de pal. Gairebé totes les costelles de xai es venen amb os.
Les costelles més consumides són de:
- Xai: el gran nombre de plats de costelles de xai són fonamentalment semblants i la variació es limita a les diferents formes en què són acompanyades.[10]
- Cabrit: les costelles de cabrit rostides són un plat típic de la cuina catalana.[11]
- Porc: les costelles de porc són un menjar molt comú.[12] Tant les costelles de porc com les dels animals de caça han de ser totalment cuites per raons de salut.[13]
- Vedella: El T-bone steak és un plat de costelles de vedella. Hi ha plats regionals de costelles de vedella com les Costelles de vedella a la vienesa i les Costelles de vedella a l'empordanesa.[7]

A Catalunya, una costellada és un pícnic amb barbacoa.